# Oscar Panno
Oscar Roberto Panno (17. března 1935 v Buenos Aires) je argentinský šachový velmistr.
V roce 1953 Panno vyhrál mistrovství světa juniorů a stal se taktéž argentinským přeborníkem.

Velmistrem se stal ve dvaceti letech. V jeho nejlepších letech měl rating ELO okolo 2580, v roce 1986 2515 a v roce 2008 2423. Panno dosáhl několika úspěchů na turnajích v Mar del Plata. Mezinárodní turnaje vyhrál v letech 1954 a 1969 (společně s Miguelem Najdorfem), v letech 1986, 1988 a 1994 pak otevřené turnaje. Panno sehrál mnoho partií se známějšími velmistry, příležitostně s nimi prohrál v krásných partiích. Panno byl prvním vrcholovým šachistou, který pocházel z Jižní Ameriky. Je stále aktivním šachistou, v roce 2008 skončil druhý na turnaji na počest Bobbyho Fischera ve Villa Martelli (Argentina).